# Agaricales
All'ordine delle Agaricales Underw., 1899 appartiene la maggior parte dei funghi meglio conosciuti come "lamellati".  L'ordine raccoglie circa 4 000 specie, un quarto di tutti i basidiomiceti conosciuti.

## Habitat
Le specie appartenenti a questa classe sono ubiquitarie, presenti dovunque, con l'eccezione dell'Antartide. Gli habitat variano ampiamente da specie a specie.

## Caratteristiche
I corpi fruttiferi delle Agaricales hanno generalmente gambo, cappello e lamelle.

## Tassonomia
Appartengono all'ordine Agaricales le seguenti famiglie:
- Agaricaceae Chevall. (1826)
- Amanitaceae R. Heim ex Pouzar (1983)
- Bolbitiaceae Singer (1948) [1946]
- Broomeiaceae Zeller (1948)
- Coprinaceae Overeem & Weese (1924)
- Cortinariaceae (Fayod) R. Heim ex Pouzar (1983)
- Entolomataceae Kotl. & Pouzar (1972)
- Gigaspermaceae Jülich (1982)
- Hydnangiaceae Gäum. & C.W. Dodge (1928)
- Hygrophoraceae Lotsy (1907)
- Marasmiaceae Roze ex Kühner (1980)
- Mesophelliaceae (G. Cunn.) Jülich (1982)
- Mycenastraceae Zeller (1948)
- Niaceae Jülich (1982)
- Nidulariaceae Dumort. (1822)
- Omphalotaceae Bresinsky (1985)
- Phelloriniaceae Ulbr. (1951)
- Pleurotaceae Kühner (1980)
- Pluteaceae Kotl. & Pouzar (1972)
- Podaxaceae Corda (1842)
- Pterulaceae Corner (1970)
- Richoniellaceae Jülich (1982)
- Schizophyllaceae Quél. (1888)
- Secotiaceae Tul. (1845)
- Squamanitaceae
- Strophariaceae Singer & A.H. Sm. (1946)
- Tricholomataceae (Fayod) R. Heim ex Pouzar (1983)
- Tulostomataceae E. Fisch. (1900)
- Typhulaceae Jülich (1982)

Secondo una classificazione filogenetica, invece, le famiglie appartenenti all'ordine Agaricales sono:
- Agaricaceae
- Amanitaceae
- Bolbitiaceae
- Chromocyphellaceae
- Clavariaceae
- Cortinariaceae
- Crepidotaceae
- Cyphellaceae
- Entolomataceae
- Favolaschiaceae
- Fistulinaceae
- Hydnangiaceae
- Hygrophoraceae
- Hymenogastraceae
- Inocybaceae
- Lycoperdaceae
- Marasmiaceae
- Mesophelliaceae
- Mycenastraceae
- Niaceae
- Nidulariaceae
- Omphalotaceae
- Phelloriniaceae
- Physalacriaceae
- Pleurotaceae
- Pluteaceae
- Podaxaceae
- Psathyrellaceae
- Schizophyllaceae
- Strophariaceae
- Tricholomataceae

Inoltre, per i seguenti generi la classificazione filogenetica è ancora incerta:
- Calathella
- Gigasperma
- Plicaturopsis

### Alcune specie

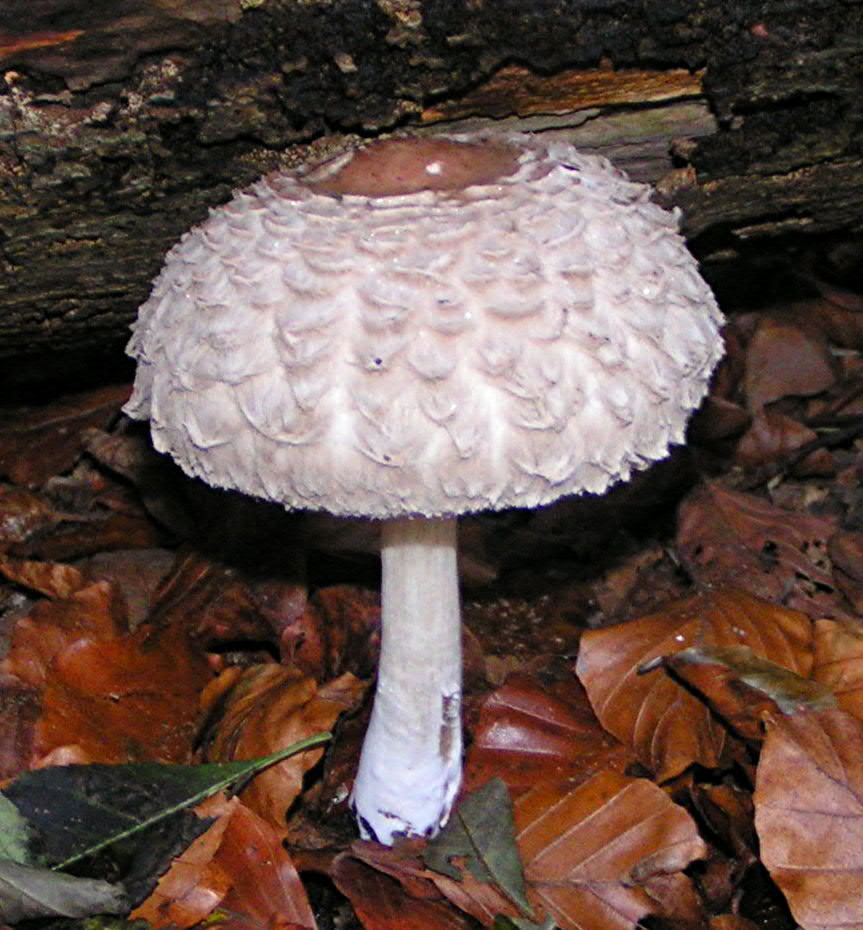
Chlorophyllum rhacodes
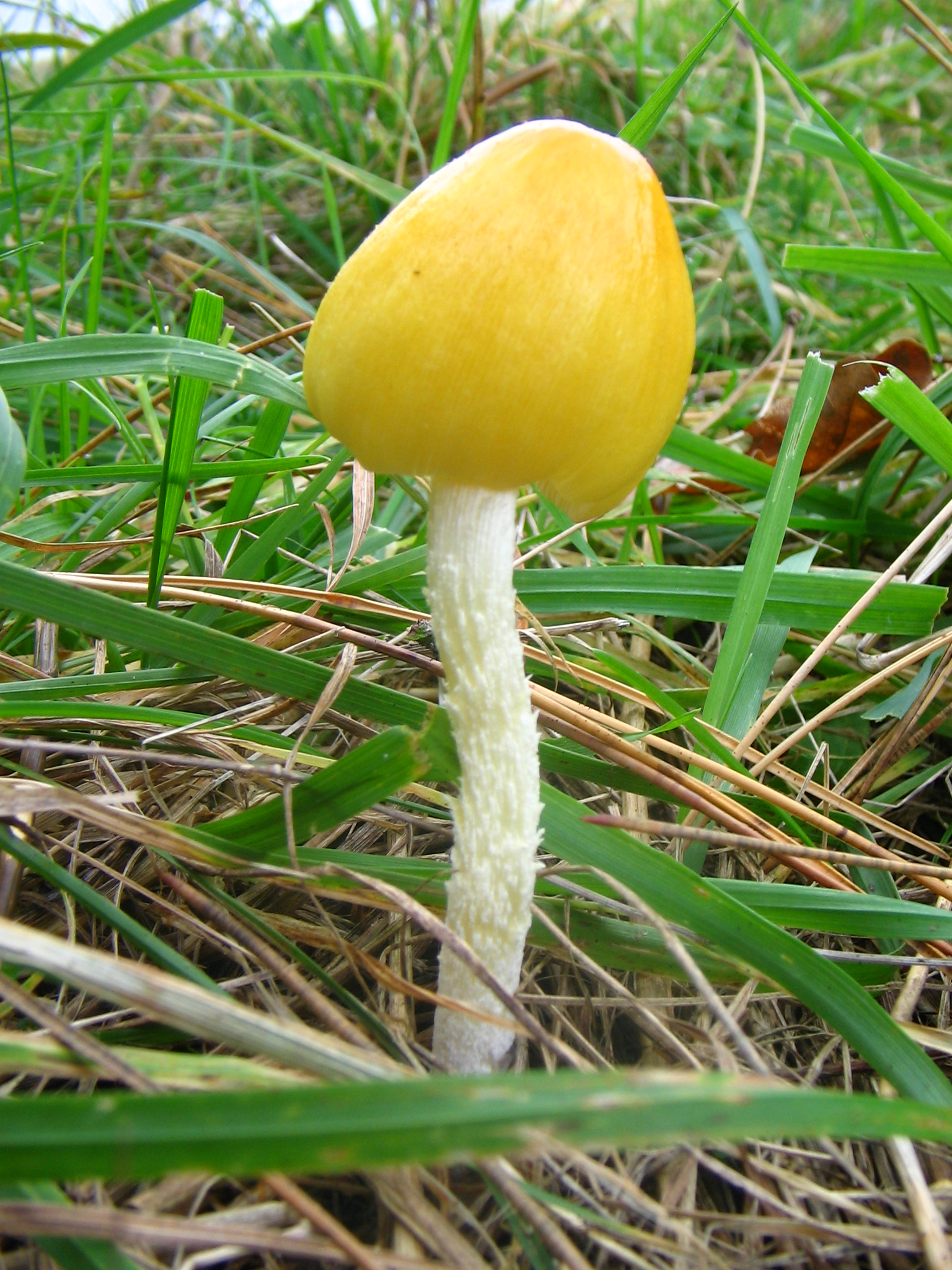
Bolbitius vitellinus
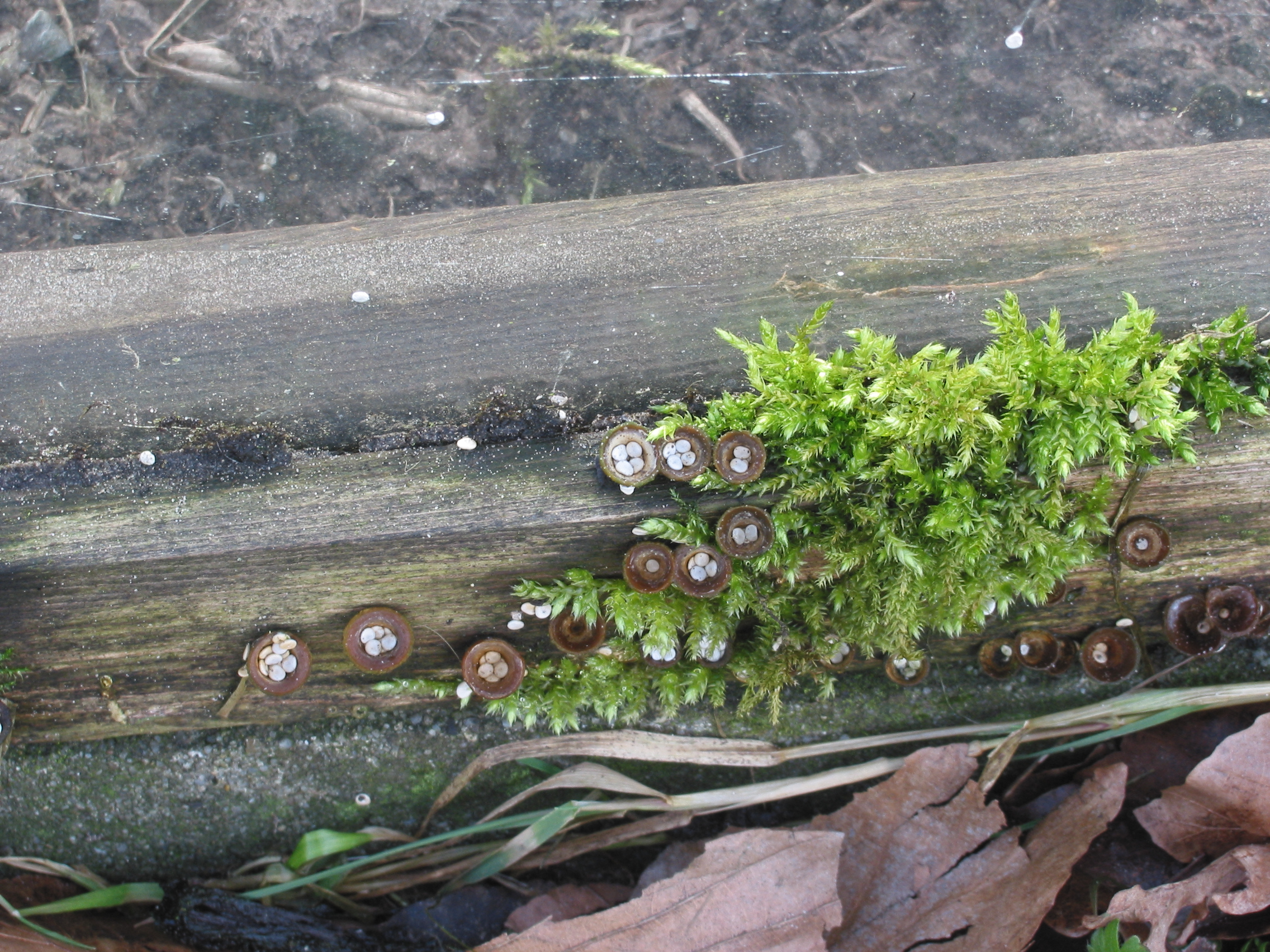
Cyathus olla
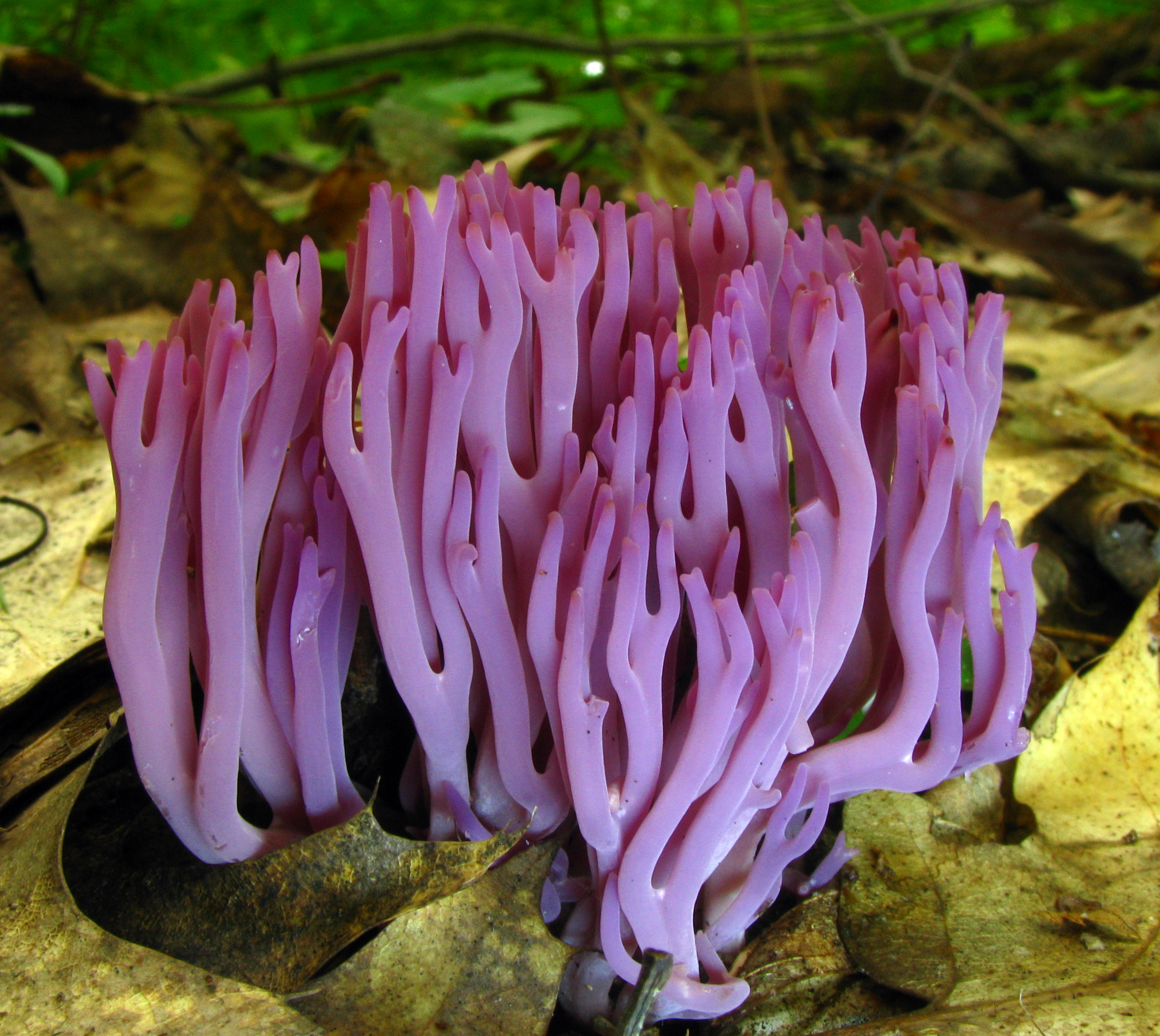
Clavaria zollingeri